# Raymi Sambo
Raymi Sambo (Curaçao, 30 april 1971) is een Nederlands acteur, presentator en zanger.

## Levensloop
Sambo's carrière begon in 1990 met de musical Basta. Er volgden een dansproductie en een Amerikaanse theatervoorstelling (Three ways home), verschillende tv-gastrollen (onder andere 12 steden, 13 ongelukken) en een Britse telefilm (Daffyd).
Tijdens zijn studie aan de toneelschool speelde hij een vaste rol in de IKON-serie Domburg, die geproduceerd werd door de producenten van de speelfilm All Stars. Direct daarna volgden in 1997 de film All Stars en de serie van 1999 tot en met 2001 met dezelfde titel (All Stars). In 2011 verscheen de film All Stars 2: Old Stars. De rol van Paul Murphy uit All Stars vertolkte hij later weer voor de vervolgserie All Stars & Zonen in 2020.
In 1996 speelde Sambo in de televisieserie Baantjer de rol van Pietje Paramari in de aflevering De Cock en de moord op de marktmeester.
Tussen 2000 en 2001 werkte hij mee aan het televisieprogramma Het Klokhuis en presenteerde hij bij Teleac het programma Met vlag en rimpel, over de band tussen Nederland en de Nederlandse Antillen. In 2005 en 2006 speelde hij in de jeugdserie ZOOP de rol van Berenger. Eveneens in 2006 presenteerde hij, wederom bij Teleac, FF Zoeken, en in datzelfde jaar vroeg de NCRV hem als medepresentator van Willem Wever.
Verder speelde Sambo de rol van dramaleraar Reggy Benoit van 2010-2018 in SpangaS en had hij kleine gastrollen in Combat (1998) en Flikken Maastricht. Van 2010 tot 2011 was hij te zien als oom Erwin in de TROS-serie De bende van Sjako. In 2013 speelde hij een hoofdrol in de radio-crimi De Spin van de NTR. In 2013 speelde hij mee in de serie Sophie's Web als Michael.
Sambo is voice-over van een reclamespotje van KWF Kankerbestrijding tegen het roken.
Tussendoor doet hij nog steeds veel theater en heeft hij een eigen theatergezelschap: V.I.G. (Very Important Group).
In 2018 maakt hij met de verfilming van zijn theaterstuk Aan niets overleden zijn debuut als filmregisseur, met onder andere Perla Thissen in de hoofdrol. In 2019 werd de Black Achievement Award in de categorie Kunst en Cultuur aan hem toegekend.
Raymi Sambo stond in 2019 nog op de buhne met zijn show F*ck The Police, een theatervoorstelling waarin hij aandacht vraagt voor ‘etnisch profileren’. Tevens heeft hij een stichting die zich inzet voor ‘intolerantie jegens bepaalde groepen in de samenleving’.
In de nieuwjaarsnacht van 1 januari 2020 heeft Sambo een vrouw mishandeld. Het slachtoffer hield hieraan een gebroken neus en een hersenschudding over. Hij is daarvoor tot een werkstraf van 100 uur veroordeeld.
In 2022 was Sambo te zien in de bioscoopfilm Zwanger & Co.